# Michael Drayton

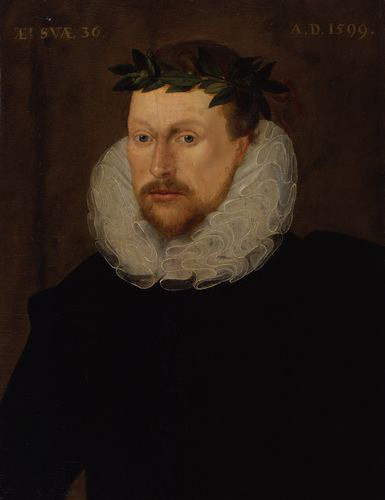
Michael Drayton.

Michael Drayton, född 1563, död den 23 december 1631, var en engelsk skald. 
Drayton utgav en religiös diktsamling med titeln The harmonie of the church (1591) samt åtskilliga herdedikter och några historiska skaldestycken, som skildrar inbördeskrigen. 
Därtill kom en mycket lång, på alexandriner avfattad beskrivning över England: Polyolbion (1613 och 1622). Bland hans mera bekanta dikter är en ballad över slaget vid Azincourt. 
Ett urval av hans verk utgavs av Arthur Henry Bullen 1883 samt i "Pocket classics" 1905. En biografi av John Payne Collier kom 1856.